# Liste der Kulturdenkmäler in Dasburg
In der Liste der Kulturdenkmäler in Dasburg sind alle Kulturdenkmäler der rheinland-pfälzischen Ortsgemeinde Dasburg aufgeführt. Grundlage ist die Denkmalliste des Landes Rheinland-Pfalz (Stand: 27. Juni 2022).

## Denkmalzonen
| Bezeichnung                   | Lage             | Baujahr                  | Beschreibung | Bild                           |
| ----------------------------- | ---------------- | ------------------------ | --- | ------------------------------ |
| Denkmalzone Burgruine Dasburg | An der Burg Lage | 12. oder 13. Jahrhundert | wohl im 12. oder 13. Jahrhundert von den Grafen von Vianden angelegte längsovale Anlage mit doppeltem Bering; äußere Mauer mit Resten von Flankierungstürmen, teilweise erhaltenes Brückentor, teilweise erhaltener Bering der Kernburg, Reste des wohl spätmittelalterlichen Hauptturms; Gesamtanlage mit Forsthaus von 1817 und Schule von 1848, sowie Steilhängen und Vorgelände mit Halsgraben und Brücke | weitere Bilder Fotos hochladen |

## Einzeldenkmäler
| Bezeichnung                                    | Lage                              | Baujahr         | Beschreibung | Bild                                    |
| ---------------------------------------------- | --------------------------------- | --------------- | --- | --------------------------------------- |
| Wegekreuz                                      | Bergstraße                        | 19. Jahrhundert | gusseisernes Kreuz, wohl noch aus dem 19. Jahrhundert                                                              | Direkt Bild zu diesem Denkmal hochladen |
| Wohnhaus                                       | Bergstraße 1 Lage                 | 1820            | Wohnhaus, bezeichnet 1820, über geschosshohem Gewölbekeller                                                        | BW                                      |
| Wohnhaus                                       | Hauptstraße 2 Lage                | 19. Jahrhundert | eingeschossiges Wohnhaus auf unregelmäßigem Grundriss, 19. Jahrhundert, im Kern wohl älter                         | BW                                      |
| Katholische Pfarrkirche St. Jakobus der Ältere | Neuenweg Lage                     | 1767            | querovaler achteckiger Saalbau mit Chor, Dachreiter mit Zwiebelhaube und Laterne, bezeichnet 1767; mit Ausstattung | weitere Bilder Fotos hochladen          |
| Marienkapelle                                  | Neuenweg, Ecke Auf dem Knupp Lage | 1638            | quadratisches Schiff wohl von 1638, Chor 1713                                                                      | weitere Bilder Fotos hochladen          |